# Dominique Caillat
Pour les articles homonymes, voir Caillat.
Dominique Caillat est une femme de lettres d’origine suisse, née à Washington.

## Biographie
Après avoir étudié le droit à Genève et New York, Dominique Caillat embrasse brièvement la carrière d’avocate internationale avant de se tourner vers la littérature et le théâtre, prenant des cours de comédienne et de dramaturgie.
En 1993 elle fonde à Burg Namedy, près de Coblence, une école de théâtre pour enfants et adolescents, le «Theater in der Vorburg». Pendant les années qui suivent, elle écrit et met en scène six pièces pour sa jeune troupe, qui est régulièrement invitée à des festivals en Allemagne puis à l’étranger. En 1998, sa pièce et mise en scène Leb wohl, Schmetterling (Adieu Papillon), sur le ghetto de Theresienstadt, est récompensée par le prix de la Jeune Culture de Rhénanie-Palatinat. À l’issue d’une tournée internationale avec des stations à Prague, Theresienstadt, Tel Aviv et Jérusalem, la pièce est représentée à Bonn, au Parlement allemand, à l’occasion des cérémonies de commémoration pour les victimes du national-socialisme. En 2000, Dominique Caillat met fin à son expérience avec des jeunes pour se consacrer entièrement à l’écriture dramatique et littéraire,,.
Ses œuvres, très documentées, traitent pour la plupart de thèmes sociaux-politiques de notre temps. Elle a écrit sur le Troisième Reich, sujet de deux pièces, Leb wohl, Schmetterling et Wir gehören zusammen, ainsi que de trois scènes, Prolog, Szene und Epilog, qui prolongent l’opéra Brundibár de Hans Krása. Elle s’est aussi longuement penchée sur le conflit israélo-arabe, effectuant de nombreux voyages de recherche au Proche-Orient. Il en est résulté deux pièces, Kidnapping et État de piège, et un livre, La Paix ou la mort - Dans les coulisse du drame israélo-palestinien, où elle retrace ses expériences des deux côtés de la ligne verte.
Plus récemment, elle s’est plongée à la demande de l’Académie suisse des sciences naturelles (SCNAT) dans l’univers de Charles Darwin, de l’évolution et de la bioéthique. Sa pièce La Confession de Darwin et la version allemande de celle-ci, Darwins Beichte, contributions officielles de la SCNAT au bicentenaire de Darwin (2009), ont été créées simultanément en Suisse romande et Suisse alémanique, puis jouées dans onze villes helvétiques.
La même année (2009), son projet de livret d’oratorio The Children’s Passion a été primé par la fondation culturelle suisse Pro Helvetia.

## Œuvres
Pièces (Présentations (fr)):
- Pièces pour le « Theater in der Vorburg »
  - Caspar Hauser, 1993
  - Les Misérables, d'après Victor Hugo, 1994
  - Ein Schloss erzählt, 1995
  - Brunos Traum, 1996
  - Leb wohl, Schmetterling, 1997
  - Wir gehören zusammen, 1999
- Théâtre professionnel
  - Prolog, Szene und Epilog pour Brundibár, 1999
  - Niemandsland, 2003
  - Kidnapping, 2004
  - État de piège , 2007
  - La Confession de Darwin, 2009
  - Darwins Beichte, 2009
- Pièces pour monuments historiques
  - Gladiator Valerius, 2000
  - Der ewige Soldat, 2001
  - Die Muse von Stolzenfels, 2003
  - Der kunstsinnige König, 2007
- Livre
  - La Paix ou la mort - Dans les coulisse du drame israélo-palestinien, 2007
- Film
  - Leb wohl, Schmetterling, film documentaire d'Olga Struškova, 1998

## Prix littéraires
- 1998 : prix de la Jeune Culture du Rhénanie-Palatinat[18]  pour Leb wohl, Schmetterling, pièce et mise en scène
- 2001 : prix „Forum Artis plaudit“[19] du district de Mayen-Coblence
- 2009 : prix de la Fondation „Pro Helvetia“[17] pour The Children’s Passion, livret d’oratorio